# Фрадис Анатолій Адольфович
Фра́дис Анато́лій Адо́льфович (26 вересня 1948, Одеса, УРСР) — радянський актор, американський режисер і продюсер.

## Біографія
Народився в родині кінематографістів — батько і дід працювали на Одеській кіностудії.
У дитинстві знявся в кінофільмі «Білий пудель» (1955). 
У 1970 році закінчив Театральне училище імені Щепкіна в Москві. Працював директором картин на «Мосфільмі».
Емігрував із СРСР. З 1979 р. живе в США (Лос-Анжелес). Продюсер. Глава фірми Aurora Entertainment.
Був співпродюсером англійської версії фільму «Анна Кареніна» (2009) відомого російського кінорежисера Сергія Соловйова.
У 2015 році організував I голлівудський фестиваль найкращих українських фільмів (First Hollywood Festival of the Best Ukrainian Films), який відбувся в Laemmle Fine Arts Theater в Лос-Анджелесі та мав успіх.

## Особисте життя
- Батько: Фрадис Адольф Акимович — радянський і український організатор кіновиробництва.
- Сестра: Фрадис Тетяна Адольфівна (нар. 1942, Верхньоуральськ) — радянський звукорежисер. З 1996 р. живе в США[2].

## Фільмографія

### Актор
- «Білий пудель» (1955)
- «Далеко на Заході» (1968)

### Продюсер та співпродюсер фільмів
- «Назад до СРСР» (1992)
- «Щоденники Червоної Туфельки» (1992—1997)
- «Прощення немає» (1995)
- «Пекельне пекло» (1995)
- «Бізнес для насолоди» (1997)
- «Чорне море 213» (1998)
- «Попереджувальний удар» (2000)
- «Шоу століття» (2003)
- «Повернення живих мерців 4: Некрополь» (2005)
- «Повернення живих мерців 5: Рейв з могили» (2005) та ін.